# Anaplectoides abbea
Anaplectoides abbea är en fjärilsart som beskrevs av Smith 1908. Anaplectoides abbea ingår i släktet Anaplectoides och familjen nattflyn. Inga underarter finns listade i Catalogue of Life.